# Phyla-Vell
Phyla-Vell – fikcyjna postać, superbohaterka, występująca w amerykańskich komiksach wydawanych przez Marvel Comics. Nosiła takie imiona jak  Quasar, Captain Marvel i Martyr. Została stworzona przez Petera Davida i Paula Azacetę. Po raz pierwszy pojawiła się w Captain Marvel (vol. 5)#16 (styczeń 2004).
Jej nazwa pochodzi od angielskiej nazwy typu w klasyfikacji organizmów żyjących na Ziemi. Zostało jej nadane, ponieważ jej brat, Genis-Vell, również posiada imię o podobnym pochodzeniu.

## Wystąpienia

### Telewizja
- Pojawia się w Avengers: Potęga i moc w odcinku Michael Korvac. Głosu użycza jej Moira Quirk[3].
- Pojawia się w Strażnikach Galaktyki. Głosu użycza jej Ming-Na. Występuje w odcinkach Happy Together, Gotta Get Outta This Place, Long Distance Runaround i You Don't Own Me[3].

### Gry komputerowe
- Występuje w Marvel Avengers Alliance[4].
- Pojawia się jako Quasar w Disney Infinity: Marvel Super Heroes oraz Disney Infinity 3.0.